# Phitsanulok (tỉnh)
Phitsanulok (tiếng Thái: พิษณุโลก, phiên âm: Bít-xa-nu-lóc) là một tỉnh miền Bắc của Thái Lan. Các tỉnh giáp ranh (từ phía đông theo chiều kim đồng hồ): Loei, Phetchabun, Phichit, Kamphaeng Phet, Sukhothai, Uttaradit. Về phía đông bắc, tỉnh này cũng có đoạn giáp giới ngắn với Tỉnh Xaignabouli của Lào.

## Lịch sử
Khu vực ngày nay là tỉnh Phitsanulok có người ở từ thời kỳ đồ đá, mặc dù các cư dân đồ đá mới của khu vực có thể không phải là tổ tiên của người Thái hiện đại hiện đang cư trú ở tỉnh này. Các đầu ghi chép lịch sử liên quan đến những gì bây giờ tỉnh Phitsanulok cho biết tại một thời gian trước hoặc trong thế kỷ 11, thành phố hiện nay là Phitsanulok chỉ là tiền đồn chiến lược nhỏ của người Khmer gọi là Song Khwae. Trong thế kỷ tiếp theo, năm 1188, Nakhon Thai, nằm gần trung tâm của hiện tại tỉnh Phitsanulok, được thành lập như là thủ đô của Vương quốc Singhanavati, một nhà nước-thành phố sớm của Thái Lan. Sau đó, trong thời kỳ Vương quốc Sukhothai của Thái Lan, thành phố Phitsanulok nổi lên như một thành phố lớn ở phía đông của Vương quốc Sukhothai, và các ngôi chùa lớn Wat Chula Manee, Wat Aranyik và Wat Chedi Yod Thong đã được xây dựng. Năm 1357, các Wat Phra Sri Rattana nổi tiếng Mahathat được xây dựng, và thời kỳ Ayutthaya đã chứng kiến việc xây dựng một số ngôi đền chính của tỉnh. Phitsanulok đã là kinh đô trong 25 năm của Vương quốc Ayutthaya. Năm 1555, vua Naresuan Đại đế sinh ra tại thành phố Phitsanulok. Naresuan đã đóng một vai trò quan trọng trong lịch sử của Thái Lan, khi ông mở rộng vương quốc (sau đó được gọi là Xiêm La) trong phạm vi lãnh thổ của nó lớn nhất, bằng cách chinh phục một phần khá lớn của Miến Điện ngày nay và Campuchia. Trong thời gian gần đây, tỉnh Phitsanulok đã trở thành một trung tâm nông nghiệp quan trọng, một phần của giỏ bánh mì của Thái Lan, cung cấp gạo và các cây trồng khác cho người tiêu dùng ở Thái Lan và trên khắp thế giới. Phát triển nông nghiệp rộng lớn hơn một trăm năm qua hoặc hơn đã sinh ra một cơ sở hạ tầng hiện đại tại các khu vực đô thị của tỉnh, mang theo nó một loạt các tuyến đường hiện đại, các trường đại học, bệnh viện và các tiện nghi khác. Trong những năm qua, sông Nan và các nhánh của nó đã đóng một vai trò đáng kể trong lịch sử và phát triển của khu vực bằng cách cung cấp một tuyến đường giao thông, đất đai màu mỡ cho nông nghiệp và nước tưới. Các vùng nước sông cũng đã phục vụ như là một con đường cho kẻ xâm lược, và đã là nguồn của các cơn lũ lụt định kỳ phổ biến rộng rãi trên toàn tỉnh.

## Hành chính
Tỉnh này được chia thành 9 huyện (amphoe). Các huyện lại được chia thành 93 xã (tambon) và 993 muban là đơn vị hành chính ở cấp làng. (Có một số lớn hơn muban hơn so với các làng thực tế trong tỉnh, bởi vì làng lớn hơn thường chiếm nhiều hơn một muban.)
| 1. Mueang Phitsanulok 2. Nakhon Thai 3. Chat Trakan 4. Bang Rakam 5. Bang Krathum | 1. Phrom Phiram 2. Wat Bot 3. Wang Thong 4. Noen Maprang |